# Performance environnementale
La performance environnementale est une notion utilisée dans le domaine de l'évaluation environnementale, de l'écocertification et du développement soutenable. 
Le terme « performance environnementale » provient de l'anglo-américain : les Américains évaluent par exemple l'environmental performance index (EPI) des autres pays. La performance environnementale se réfère à la manière dont l'objet étudié (un bâtiment par exemple) perfoms, c'est-à-dire à la manière dont il se comporte face à certaines conditions : face aux conditions climatiques, face à l'usage des habitants, face au feu… Avant que l'anglo-américain ne domine les secteurs technologiques, le français parlait de « comportement » (au feu, aux séismes, etc.). 
Elle désigne les « résultats mesurables du SME (système de management de l'environnement) d'un organisme, en relation avec la maîtrise de ses aspects environnementaux sur la base de sa politique environnementale, de ses objectifs et cibles environnementaux », ou plus largement l'état de fonctionnement d’un système (objet, activité, entreprise, maison, quartier, ville, collectivité...) pour lequel la consommation d’énergie et de ressources pas, peu, difficilement ou lentement ou coûteusement renouvelables est minimisée ; pour un service rendu identique ou amélioré. Elle suppose les notions d'efficacité et d'efficience ; Cette notion, proche de celle d'efficience environnementale, inclut notamment la notion de performance énergétique (ou efficience énergétique ; Dans le domaine de l'énergie, en Europe, la performance environnementale est définie par la directive 2005/32/CE : « La performance environnementale d'un produit consommateur d'énergie est le résultat de la gestion des caractéristiques environnementales du produit par le fabricant, comme il ressort de son dossier de documentation technique ». 
Le système de management environnemental (SME), quand il existe, vise à améliorer cette performance. 

## Éléments de définition
Pour l'AFNOR, la performance environnementale doit inclure « la lutte contre le changement climatique et la protection de l'atmosphère ; la préservation de la biodiversité, des milieux et des ressources ainsi que la promotion de modes de production et de consommation responsables ».
L'évaluation des performances environnementales (EPE), pour l'ISO TC/207 le « procédé visant à choisir des indicateurs environnementaux et à mesurer, analyser, évaluer, rendre compte de et communiquer la performance environnementale d'un organisme en la comparant avec des critères de performance environnementale », avec dans ce cadre, les performances environnementales définies comme les « résultats obtenus par la direction d'un organisme concernant ses aspects environnementaux ».

## Évaluation
Un Indice de performance environnementale (IPE) a été créé pour évaluer, comparer et améliorer l'efficacité des politiques environnementales, utilisé pour la première fois en 2006.
En France, pour le cas du bâtiment (neuf, existant ou en projet de réhabilitation), les industriels et l'AFNOR ont proposé une méthode normée de calcul de la performance environnementale ; sur la base d'une analyse du cycle de vie (ACV) et d'autres informations environnementales quantifiées. La norme précise comment élaborer le rapport et en communiquer les résultats et contient « la procédure à suivre pour l'analyse de l'inventaire ; la liste des indicateurs et des procédures de calcul de ces indicateurs ; les exigences relatives à la présentation des résultats dans le cadre de la communication ; et les exigences relatives aux données nécessaires pour réaliser le calcul. La méthode d'évaluation couvre toutes les phases du cycle de vie d'un bâtiment et repose sur les données obtenues à partir des déclarations environnementales sur les produits (DEP), de leurs "modules d'informations" (EN 15804) et des autres informations nécessaires en rapport avec l'évaluation. L'évaluation comprend tous les produits de construction, les processus et les services en rapport avec le bâtiment, sur l'ensemble de son cycle de vie. »